# Hans Nicolai Andreas Jensen

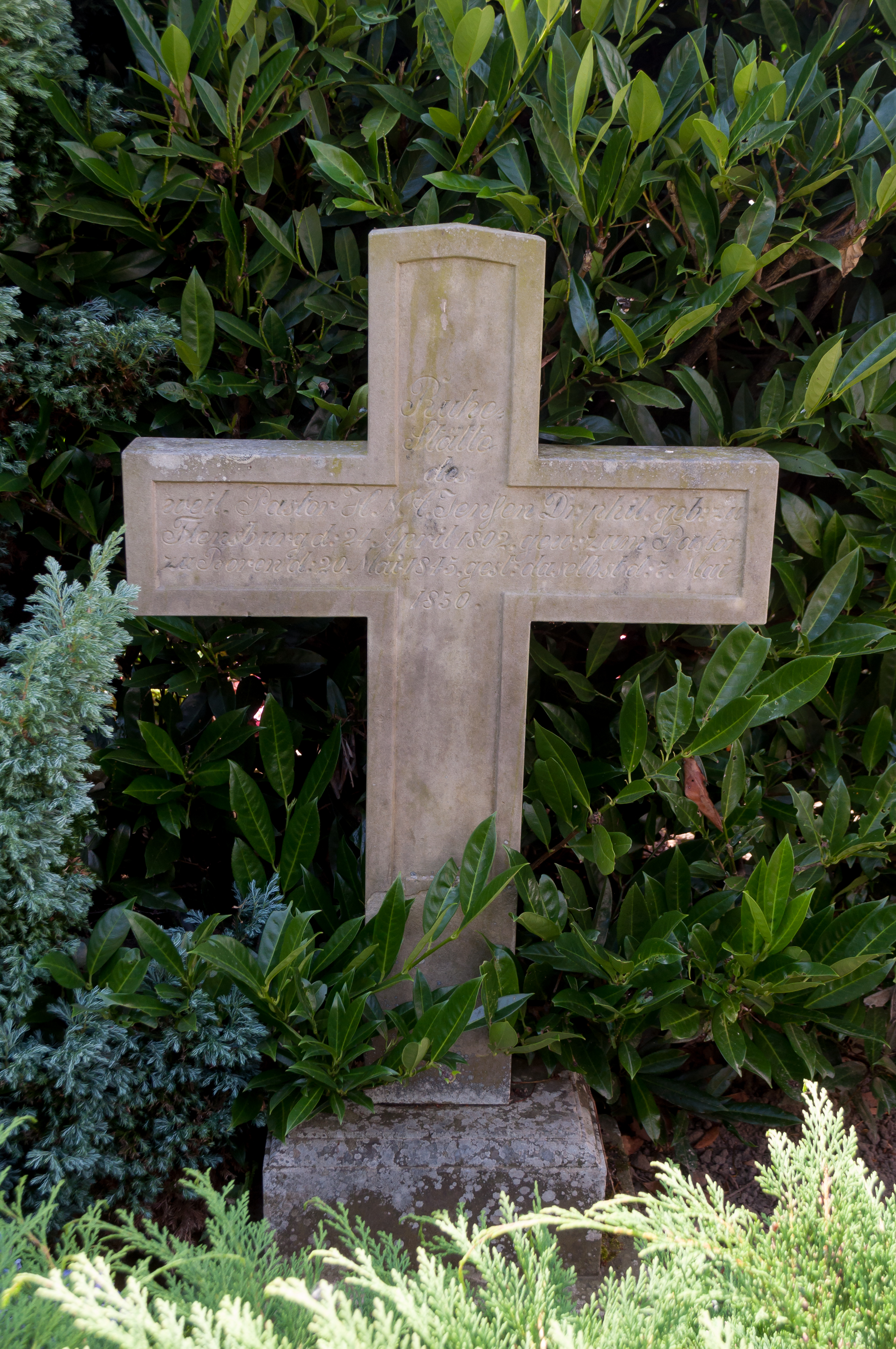
Jensens Grabstelle auf dem Borener Kirchhof

Hans Nicolai Andreas Jensen (* 24. April 1802 in Flensburg; † 7. Mai 1850 in Boren) war ein schleswig-holsteinischer Pastor und Heimatforscher.
In Flensburg ging Jensen auf die Lateinschule (Altes Gymnasium) und studierte dann in Kiel an der Universität evangelische Theologie (1822–1826). Danach arbeitete er als Hauslehrer in Flensburg. Von 1831 bis 1845 wirkte Jensen als Pastor der St.-Katharinen-Kirche in Gelting und später an der St.-Marien-Kirche in Boren, auf deren Friedhof er beigesetzt ist.
Neben vielen kirchengeschichtlichen Abhandlungen verfasste er die erste Beschreibung Angelns. Hierin beschreibt er die Landschaft, die Frühgeschichte, die kirchlichen Verhältnisse, die ehemaligen Besitzungen der Geistlichkeit, die adligen Güter, die Ämter und die Harden, im zweiten Teil auch die 38 Angelner Kirchspiele im Einzelnen. Sein Hauptwerk zur Schleswig-Holsteinischen Kirchengeschichte blieb unvollendet und wurde erst 1873 bis 1879 von A. L. J. Michelsen in 4 Bänden herausgegeben.

Inoffizielles Wappen von Angeln

Von ihm wurde das Wappen von Angeln zusammengestellt und erschien 1847 erstmals in der Festgabe für die Mitglieder der XI. Versammlung deutscher Land- und Forstwirthe. Das Wappen von Angeln ist kein hoheitliches Zeichen, erfreut sich aber unter den Bewohnern Angelns großer Beliebtheit. Weite Verbreitung findet es vor allem auf Flaggen mit den Landesfarben Schleswig-Holsteins und auf Schmucktellern.
Er stand in der zweisprachigen Tradition Angelns (Plattdeutsch und Angeldänisch). Er lehnte den Schleswig-Holsteinischen Krieg von 1848 bis 1850 in seiner Heimat ab. So wurde er sowohl von dänischen, als auch von deutschen Historikern als einer der ihren reklamiert.

## Schriften (Auswahl)
- Versuch einer geschichtlichen Darstellung der Kirchenverfassung im Herzogthum Schleswig.
  - 1. Teil. In: Staatsbürgerliches Magazin, mit besonderer Rücksicht auf die Herzogthümer Schleswig, Holstein und Lauenburg. Band 7, 1827, S. 1 - 53 (nbn-resolving.org [abgerufen am 27. Juni 2024]).
  - 2. Teil. In: Staatsbürgerliches Magazin, mit besonderer Rücksicht auf die Herzogthümer Schleswig, Holstein und Lauenburg. Band 7, 1827, S. 369 - 410 (nbn-resolving.org [abgerufen am 27. Juni 2024]).
- Versuch einer kirchlichen Statistik über das Herzogthum Schleswig. 4 Bände. Kastrup, Flensburg 1840–1842.
  - Band 1: Enthaltend den allgemeinen Theil und die Propsteien Hadersleben, Apenrade mit Lügumkloster, und Sonderburg. 1840 (Digitalisat)
  - Band 2: Enthaltend die Propsteien Tondern, Husum mit Bredstedt, und Eiderstedt. 1841 (Digitalisat)
  - Band 3: Enthaltend die Propsteien Flensburg, Gottorf und Hütten. 1841 (Digitalisat)
  - Band 4: Enthaltend Femern, die unmittelbar unter dem Schleswigschen Generalsuperintendenten, so wie die unter den Bischöfen von Ripen und von Alsen stehenden Kirchen : nebst Zusätzen und Registern (Digitalisat)
- Angeln: Zunächst für die Angler historisch beschrieben. Andersen, Flensburg 1844. (Digitalisat)